# Hipanto
Um hipanto é uma estrutura floral que é o resultado da fusão das bases das sépalas, pétalas e estames. A sua presença serve de diagnóstico de muitas famílias, incluindo Rosaceae, Grossulariaceae e Fabaceae. Em alguns casos, pode ser tão profundo, e com um topo tão estreito, que a flor parece ter um ovário inferior.

## Geometria
As várias formas da estrutura do hipanto são úteis na identificação de espécies. Existe uma diversidade de formas geométricas associadas com o hipanto incluindo formas obcónica como as encontradas em Heteromeles ou em forma de pires como em algumas espécies do género Mitellastra.